# 이중 사슬 복합체
호몰로지 대수학에서 이중 사슬 복합체(二重사슬複合體, 영어: double chain complex, bicomplex)는 사슬 복합체와 유사하지만, 1차원 대신 2차원인 구조이다. 즉, 모든 항들은 두 개의 첨자를 달고 있으며, 각 항 위에는 수직 및 수평 방향의 두 개의 경계 사상이 정의되며, 이들은 서로 교환 법칙을 만족시켜야 한다. 이중 사슬 복합체 위에는 도롱뇽 정리(도롱[龍]定理, 영어: salamander lemma) 및 그 특수한 경우인 3×3 정리(三×三定理, 영어: 3×3 lemma) · 뱀 정리와 같은 정리들이 성립한다.

## 정의
아벨 범주 {\displaystyle {\mathcal {A}}} 위의 사슬 복합체의 범주 {\displaystyle \operatorname {Ch} _{\bullet }({\mathcal {A}})} 역시 아벨 범주이므로, 그 위의 사슬 복합체를 취할 수 있다. 이를 이중 사슬 복합체라고 한다.
구체적으로, 이중 사슬 복합체 {\displaystyle C_{\bullet ,\bullet }\in \operatorname {Ch} _{\bullet }(\operatorname {Ch} _{\bullet }({\mathcal {A}}))}는 다음과 같은 꼴이다.
{\displaystyle {\begin{matrix}&&\vdots &&\vdots \\&&\downarrow &&\downarrow \\\dotsb &\to &C_{m,n}&{\overset {\partial _{m,n}^{\text{h}}}{\to }}&C_{m-1,n}&\to &\dotsb \\&&{\scriptstyle \partial _{m,n}^{\text{v}}}\downarrow {\color {White}\scriptstyle \partial _{m,n}^{\text{v}}}&&{\color {White}\scriptstyle \partial _{m-1,n}^{\text{v}}}\downarrow {\scriptstyle \partial _{m-1,n}^{\text{v}}}\\\dotsb &\to &C_{m,n-1}&{\underset {\partial _{m,n-1}^{\text{h}}}{\to }}&C_{m-1,n-1}&\to &\dotsb \\&&\downarrow &&\downarrow \\&&\vdots &&\vdots \end{matrix}}}
즉, 이는 수평 경계 사상(水平境界寫像, 영어: horizontal boundary map)
{\displaystyle \partial _{\bullet ,\bullet }^{\operatorname {h} }\colon C_{\bullet ,\bullet }\to C_{\bullet -1,\bullet }}
및 수직 경계 사상(垂直境界寫像, 영어: vertical boundary map)
{\displaystyle \partial _{\bullet ,\bullet }^{\operatorname {v} }\colon C_{\bullet ,\bullet }\to C_{\bullet ,\bullet -1}}
을 가지며, 이들은 다음과 같은 관계를 만족시킨다.
{\displaystyle \partial _{m-1,n}^{\operatorname {h} }\circ \partial _{m,n}^{\operatorname {h} }=0}
{\displaystyle \partial _{m,n-1}^{\operatorname {v} }\circ \partial _{m,n}^{\operatorname {v} }=0}
{\displaystyle \partial _{m-1,n}^{\operatorname {v} }\circ \partial _{m,n}^{\operatorname {h} }=\partial _{m,n-1}^{\operatorname {h} }\circ \partial _{m,n}^{\operatorname {v} }}

### 전체 사슬 복합체
{\displaystyle {\mathcal {A}}}에서 가산 무한 직합이 존재한다고 할 때 (또는 정의에 등장하는 직합에서 오직 유한 개의 항들이 0이 아니라고 할 때),
이중 사슬 복합체 {\displaystyle C_{\bullet ,\bullet }\in \operatorname {Ch} _{\bullet }(\operatorname {Ch} _{\bullet }{\mathcal {A}}))}의 전체 사슬 복합체(全體사슬複合體, 영어: total chain complex) {\displaystyle \operatorname {Tot} _{\bullet }(C)\in \operatorname {Ch} _{\bullet }({\mathcal {A}})}는 다음과 같은 사슬 복합체이다.
{\displaystyle \operatorname {Tot} _{n}(C)=\bigoplus _{p+q=n}C_{p,q}}
{\displaystyle \partial _{n}^{\operatorname {Tot} (C)}=\bigoplus _{p+q=n}\partial _{p,q}^{\operatorname {h} }+(-)^{p}\partial _{p,q}^{\operatorname {v} }}
이는 사슬 복합체를 이루므로, 마찬가지로 호몰로지를 취할 수 있다. 이를 전체 호몰로지(영어: total homology)라고 한다.

### 이중 사슬 복합체의 다른 부호 규칙
문헌에 따라서, 이중 사슬 복합체를 표기할 때 위와 다른 부호 규칙을 사용하는 경우가 있다. 이 부호 규칙으로 전환하려면, 다음과 같은 변환을 가하자.
{\displaystyle \partial _{m,n}^{\operatorname {h} \prime }=\partial _{m,n}^{\operatorname {h} }}
{\displaystyle \partial _{m,n}^{\operatorname {v} \prime }=(-)^{n}\partial _{m,n}^{\operatorname {v} }}
즉, 홀수 번째 열들의 수직 경계 사상에 음부호를 붙인다. (물론, 대신 홀수 번째 행들의 수평 경계 사상에 음부호를 붙여도 비슷하다.)
그렇다면, 이들은 다음을 만족시킨다.
{\displaystyle \partial _{m-1,n}^{\operatorname {h} \prime }\circ \partial _{m,n}^{\operatorname {h} \prime }=0}
{\displaystyle \partial _{m,n-1}^{\operatorname {v} \prime }\circ \partial _{m,n}^{\operatorname {v} \prime }=0}
{\displaystyle \partial _{m-1,n}^{\operatorname {v} \prime }\circ \partial _{m,n}^{\operatorname {h} \prime }+\partial _{m,n-1}^{\operatorname {h} \prime }\circ \partial _{m,n}^{\operatorname {v} \prime }=0}
즉, 수평 경계 사상과 수직 경계 사상이 서로 교환 법칙 대신 반교환 법칙을 따르게 된다.
이렇게 하면, 전체 사슬 복합체의 정의가 다음과 같이 더 간단해진다.
{\displaystyle \partial _{n}^{\operatorname {Tot} (C)}=\bigoplus _{p+q=n}\partial _{p,q}^{\operatorname {h} \prime }+\partial _{p,q}^{\operatorname {v} \prime }}

### 수직 · 수평 호몰로지
아벨 범주 {\displaystyle {\mathcal {A}}} 위의 이중 사슬 복합체 {\displaystyle C_{\bullet ,\bullet }}가 주어졌다고 하자.
그렇다면, 수평 호몰로지(垂直homology, 영어: horizontal homology)
{\displaystyle \operatorname {H} ^{\operatorname {h} }={\frac {\ker ^{\operatorname {h} }}{\operatorname {im} ^{\operatorname {h} }}}}
및 수직 호몰로지(水平homology, 영어: vertical homology)
{\displaystyle \operatorname {H} ^{\operatorname {v} }={\frac {\ker ^{\operatorname {v} }}{\operatorname {im} ^{\operatorname {v} }}}}
를 정의할 수 있다.

### 교내 사상과 교외 사상
임의의 대상 {\displaystyle A=C_{m,n}}에 대하여, 다음 사상들이 존재한다.
{\displaystyle {\begin{matrix}\searrow ^{\partial ^{\operatorname {vh} }}&\downarrow {\scriptstyle \partial ^{\operatorname {h} }}\\{\overset {\partial ^{\operatorname {h} }}{\to }}&A&{\overset {\partial ^{\operatorname {h} }}{\to }}\\&\downarrow {\scriptstyle \partial ^{\operatorname {h} }}&\searrow ^{\partial ^{\operatorname {vh} }}\end{matrix}}}
위 그림에서, {\displaystyle \partial ^{\operatorname {vh} }=\partial ^{\operatorname {h} }\circ \partial ^{\operatorname {v} }=\partial ^{\operatorname {v} }\circ \partial ^{\operatorname {h} }}는 수직 경계 사상과 수평 경계 사상을 합성한 것이다. 편의상, 다음과 같은 기호들을 정의하자.:Definition 1.1
| 용어                           | 기호                         | 정의 |
| ------------------------------ | ---------------------------- | --- |
| 수평 호몰로지                  | {\displaystyle _{=}A}        | {\displaystyle {\frac {\ker \partial _{mn}^{\operatorname {h} }}{\operatorname {im} \partial _{m-1,n}^{\operatorname {h} }}}}                                                 |
| 수직 호몰로지                  | {\displaystyle A^{\\|}}      | {\displaystyle {\frac {\ker \partial _{mn}^{\operatorname {v} }}{\operatorname {im} \partial _{m,n-1}^{\operatorname {v} }}}}                                                 |
| 기증자(寄贈者, 영어: donor)    | {\displaystyle A_{\square }} | {\displaystyle {\frac {\ker \partial _{mn}^{\operatorname {vh} }}{\operatorname {im} (\partial _{m-1,n}^{\operatorname {h} }\sqcup \partial _{m,n-1}^{\operatorname {v} })}}} |
| 수령자(受領者, 영어: receptor) | {\displaystyle ^{\square }A} | {\displaystyle {\frac {\ker(\partial _{mn}^{\operatorname {v} }\times \partial _{mn}^{\operatorname {h} })}{\operatorname {im} \partial _{m-1,n-1}^{\operatorname {vh} }}}}   |
이들의 기호를 위와 같이 이상하게 정의하는 이유는 다음 때문이다. 우선, {\displaystyle _{=}A} · {\displaystyle A^{\|}} · {\displaystyle ^{\square }A} · {\displaystyle A_{\bullet }}는 모두 {\displaystyle A}의 부분 대상들의 몫 대상이므로, 이들 사이에는 다음과 같은 사상들이 존재한다.
{\displaystyle {\begin{matrix}^{\square }A&\to &A^{\|}\\\downarrow &&\downarrow \\_{=}A&\to &A_{\square }\end{matrix}}}
이는 다음과 같이 적을 수 있다.
{\displaystyle {\overset {\square }{\underset {=}{\scriptstyle \downarrow }}}{\overset {\to }{\underset {\to }{A}}}{\overset {\|}{\underset {\square }{\scriptstyle \downarrow }}}}
이 사상들을 교내 사상(校內寫像, 영어: intramural map)이라고 하자.:Definition 1.3
또한, 수평 경계 사상
{\displaystyle A\to B}
이 주어졌으면, 다음과 같이 기증자에서 수령자로 가는 사상이 자연스럽게 유도된다.
{\displaystyle A_{\square }\to {}^{\square }B}
이는 다음과 같이 그릴 수 있다.
{\displaystyle A_{\square }\nearrow {}^{\square }B}
마찬가지로, 수직 경계 사상
{\displaystyle {\begin{matrix}A\\\downarrow \\B\end{matrix}}}
이 주어졌으면, 다음과 같이 기증자에서 수령자로 가는 사상이 자연스럽게 유도된다.
{\displaystyle {\begin{matrix}A_{\square }\\\downarrow \\^{\square }B\end{matrix}}}
이는 다음과 같이 그릴 수 있다.
{\displaystyle {\begin{matrix}A_{\square }\\\swarrow \\^{\square }B\end{matrix}}}
이 사상들을 교외 사상(校外寫像, 영어: extramural map)이라고 하자.:Definition 1.5

## 성질

### 도롱뇽 정리
이중 사슬 복합체 속의 임의의 부분
{\displaystyle {\begin{matrix}C\\\downarrow \\A&\rightarrow &B\\&&\downarrow \\&&D\end{matrix}}}
이 주어졌다고 하자. 그렇다면, 도롱뇽 정리에 따르면, 다음과 같은 6항 도롱뇽 완전열(도롱[龍]完全列, 영어: salamander exact sequence)이 존재한다.:Lemma 1.7
{\displaystyle {\begin{matrix}&&^{\square }A\\&\!\!\!\!\nearrow \!\!\!\!&&\!\!\!\!\searrow \!\!\!\!\\C_{\square }&&\!\!\!\!\!\!\longrightarrow \!\!\!\!\!\!&&_{=}A\to A_{\square }\to {}^{\square }B\to {}_{=}B&&\!\!\!\!\!\!\longrightarrow \!\!\!\!\!\!&&^{\square }D\\&&&&&\!\!\!\!\searrow \!\!\!\!&&\!\!\!\!\nearrow \!\!\!\!\\&&&&&&B_{\square }\end{matrix}}}
여기서 삼각형들은 가환 삼각형이며, 위의 모든 사상들은 교내 사상 또는 교외 사상 또는 (완전열의 양끝의 경우) 교내 사상과 교외 사상의 합성이다.
이 완전열은 다음과 같이 그려질 수 있다.
{\displaystyle {\begin{matrix}{\color {White}_{\square }}C{\underset {\square }{\color {White}\scriptstyle \downarrow }}\\\swarrow \\{\underset {=}{\overset {\square }{\scriptstyle \downarrow }}}{\underset {\to }{A}}_{\square }&\nearrow &{\overset {\square }{\underset {=}{\scriptstyle \downarrow }}}{\underset {\to }{B}}_{\square }\\&&\swarrow \\&&{\overset {\square }{\color {White}\scriptstyle \downarrow }}D\color {White}_{\square }\end{matrix}}}
특히, 만약 {\displaystyle _{=}A\cong {}_{=}B\cong 0}이라면, 교외 사상 {\displaystyle A_{\square }\to {}^{\square }B}는 동형 사상이다.
마찬가지로, 이중 사슬 복합체 속의 임의의 부분
{\displaystyle {\begin{matrix}C&\to &A\\&&\downarrow \\&&B&\to &D\end{matrix}}}
이 주어졌다고 하자. 그렇다면, 다음과 같은 6항 도롱뇽 완전열이 존재한다.
{\displaystyle {\begin{matrix}&&^{\square }A\\&\!\!\!\!\nearrow \!\!\!\!&&\!\!\!\!\searrow \!\!\!\!\\C_{\square }&&\!\!\!\!\!\!\longrightarrow \!\!\!\!\!\!&&A^{\|}\to A_{\square }\to {}^{\square }B\to {}B^{\|}&&\!\!\!\!\!\!\longrightarrow \!\!\!\!\!\!&&^{\square }D\\&&&&&\!\!\!\!\searrow \!\!\!\!&&\!\!\!\!\nearrow \!\!\!\!\\&&&&&&B_{\square }\end{matrix}}}
이 완전열은 다음과 같이 그려질 수 있다.
{\displaystyle {\begin{matrix}{\color {White}_{\square }}C{\underset {\square }{\color {White}\scriptstyle \downarrow }}&\nearrow &{}^{^{\scriptstyle \square }}{\overset {\to }{A}}{\overset {\|}{\underset {\square }{\scriptstyle \downarrow }}}\\&&\swarrow \\&&^{^{\scriptstyle \square }}{\overset {\to }{B}}{\overset {\|}{\underset {\square }{\scriptstyle \downarrow }}}&\nearrow &{\overset {\square }{\color {White}\scriptstyle \downarrow }}D\color {White}^{\square }\end{matrix}}}
특히, 만약 {\displaystyle A^{\|}\cong B^{\|}\cong 0}이라면, 교외 사상 {\displaystyle A_{\square }\to {}^{\square }B}는 동형 사상이다.

### n×n정리
아벨 범주에서, 다음과 같은 이중 사슬 복합체가 주어졌다고 하자.
{\displaystyle {\begin{matrix}&&0&&0&&0\\&&\downarrow &&\downarrow &&\downarrow \\0&\to &A&\to &B&\to &C\\&&\downarrow &&\downarrow &&\downarrow \\0&\to &D&\to &E&\to &F\\&&\downarrow &&\downarrow &&\downarrow \\0&\to &G&\to &H&\to &I\\\end{matrix}}}
또한, 다음 조건들이 주어졌다고 하자.
- 첫째 · 둘째 · 셋째 열이 완전열이다.
- 둘째 · 셋째 행이 완전열이다.

3×3 정리에 따르면, 첫째 열 또한 완전열이다.:11, Exercise 1.3.2
보다 일반적으로, {\displaystyle n\times n} 정리에 따르면, 임의의 자연수 {\displaystyle n}에 대하여, {\displaystyle n\times n}개의 대상을 갖는 이중 사슬 복합체
{\displaystyle {\begin{matrix}&&0&&0\\&&\downarrow &&\downarrow \\0&\to &A_{n-1,n-1}&\to \dotsb \to &A_{0,n-1}\\&&\downarrow &&\downarrow \\&&\vdots &\ddots &\vdots \\&&\downarrow &&\downarrow \\0&\to &A_{n-1,n-1}&\to \dotsb \to &A_{0,0}\\\end{matrix}}}
가 주어졌을 때, 만약
- 모든 열이 완전열이며,
- 첫째 행을 제외한 나머지 행들이 완전열이라면,

첫째 행 또한 완전열이다.
(물론, 0×0 및 1×1 및 2×2인 경우는 자명하게 참이다.)

## 예

### 사슬 복합체의 텐서곱
가환환 {\displaystyle K} 위의 결합 대수 {\displaystyle A} 위의 {\displaystyle (A,A)}-쌍가군들의 아벨 범주 {\displaystyle \operatorname {Ch} _{\bullet }(_{A}\operatorname {Mod} _{A})}
를 생각하자. 이 속에서, 두 사슬 복합체
{\displaystyle C_{\bullet },D_{\bullet }\in \operatorname {Ch} _{\bullet }(_{A}\operatorname {Mod} _{A})}
가 주어졌다고 하자.
그렇다면, 각 성분별 텐서곱을 통해, 다음과 같은 이중 사슬 복합체 {\displaystyle E_{\bullet ,\bullet }}를 정의할 수 있다.
{\displaystyle E_{m,n}=C_{m}\otimes _{A}D_{n}}
{\displaystyle \partial _{m,n}^{\operatorname {h} ,E}\colon \partial _{m,n}^{\operatorname {h} ,E}\to \partial _{m-1,n}^{\operatorname {h} ,E}}
{\displaystyle \partial _{m,n}^{\operatorname {h} ,E}=\partial _{m}^{C}\otimes \operatorname {id} _{D_{n}}}
{\displaystyle \partial _{m,n}^{\operatorname {v} ,E}\colon \partial _{m,n}^{\operatorname {h} ,E}\to \partial _{m,n-1}^{\operatorname {h} ,E}}
{\displaystyle \partial _{m,n}^{\operatorname {v} ,E}=\operatorname {id} _{C_{m}}\otimes \partial _{n}^{D}}
이 이중 사슬 복합체의 전체 사슬 복합체는 두 사슬 복합체의 텐서곱
{\displaystyle (C\otimes D)_{\bullet }=\operatorname {Tot} _{\bullet }(E)=\bigoplus _{p+q=\bullet }C_{p}\otimes _{A}D_{q}}
과 같다.

### 순환 호몰로지
순환 호몰로지는 어떤 특별한 이중 복합체의 전체 호몰로지로서 정의된다.

## 역사

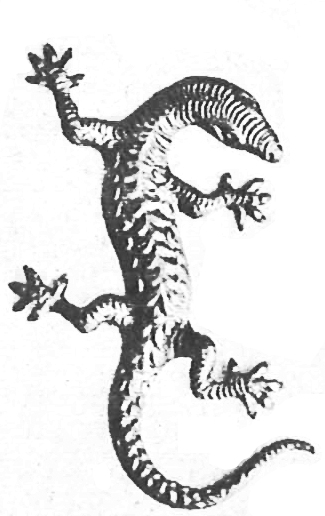
책을 장식하는 도롱뇽 그림 (1920년대, 미국)

3×3 정리는 9개의 대상이 3×3 행렬로 배열되어 있으므로 이러한 이름이 붙었다. 데이비드 북스바움은 1955년 논문에서 아벨 범주의 개념을 도입하였는데, 이 논문에서 이미 3×3 정리가 등장한다.:Lemma 5.5
1971년에 칼 에릭 린더홀름(영어: Carl Eric Linderholm)은 농으로 3×3 정리의 (올바른) 증명을 다음과 같이 묘사하였다.
| “ | 틱택토 판을 그린다. 판을 ⭕/❌로 채우지 말고, 대신 굽은 화살표를 사용한다. 선을 추가로 그려서 3×3 판을 4×4 판으로 확장한다. 판 위에 손을 가리키며 복잡하게 흔들어 댄다. ⭕를 몇 개 그린다 (하지만 네모 속에 그리지 말고, 대신 가로·세로 선 끝에 그린다). 얼굴을 찡그린다. 이제 당신은 다음 정리들을 증명하였다. (a) 9항 정리 (b) 16항 정리 (c) 25항 정리 […] Draw a noughts-and-crosses board, sometimes also referred to as a tic-tac-toe board. Do not fill it in with noughts and crosses, sometimes also called exes and ohs. Instead, use curved arrows. By drawing more lines, make it a board for four-by-four (instead of three-by-three) noughts and crosses. Wave your hands about in complicated patterns over this board. Make some noughts, but not in the squares; put them at both ends of the horizontal and vertical lines. Make faces. You have now proved: (a) the Nine Lemma (b) the Sixteen Lemma (c) the Twenty-five Lemma […] | ” |
|   | — :201 |   |

도롱뇽 정리 및 “교내 사상” · “교외 사상”이라는 용어는 조지 마크 버그먼(영어: George Mark Bergman, 1943~)이 1970년대에 도입하였다. “도롱뇽 정리”라는 이름은 이에 등장하는, S자 또는 갈지자 (之) 모양의 사상들의 열을 몸을 굽히며 움직이는 도룡뇽에 비유한 것이다. “교내 사상” · “교외 사상”이라는 용어는 이는 같은 기호 {\displaystyle A}의 각 첨자 {\displaystyle _{=}^{\square }A_{\square }^{\|}}를 “학교”로 여길 경우, 교내 사상
{\displaystyle {\overset {\square }{\underset {=}{\scriptstyle \downarrow }}}{\overset {\to }{\underset {\to }{A}}}{\overset {\|}{\underset {\square }{\scriptstyle \downarrow }}}}
은 같은 “학교” 안의 대상들을 잇지만, 교외 사상
{\displaystyle A_{\square }\nearrow {}^{\square }B}
은 서로 다른 “학교”에 속하는 대상들을 잇기 때문이다.